# Felsőszombatfalva

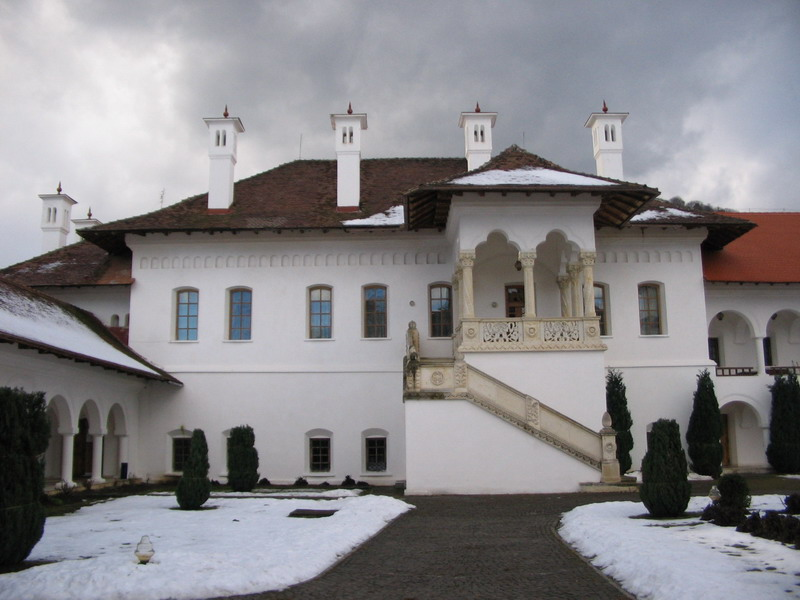

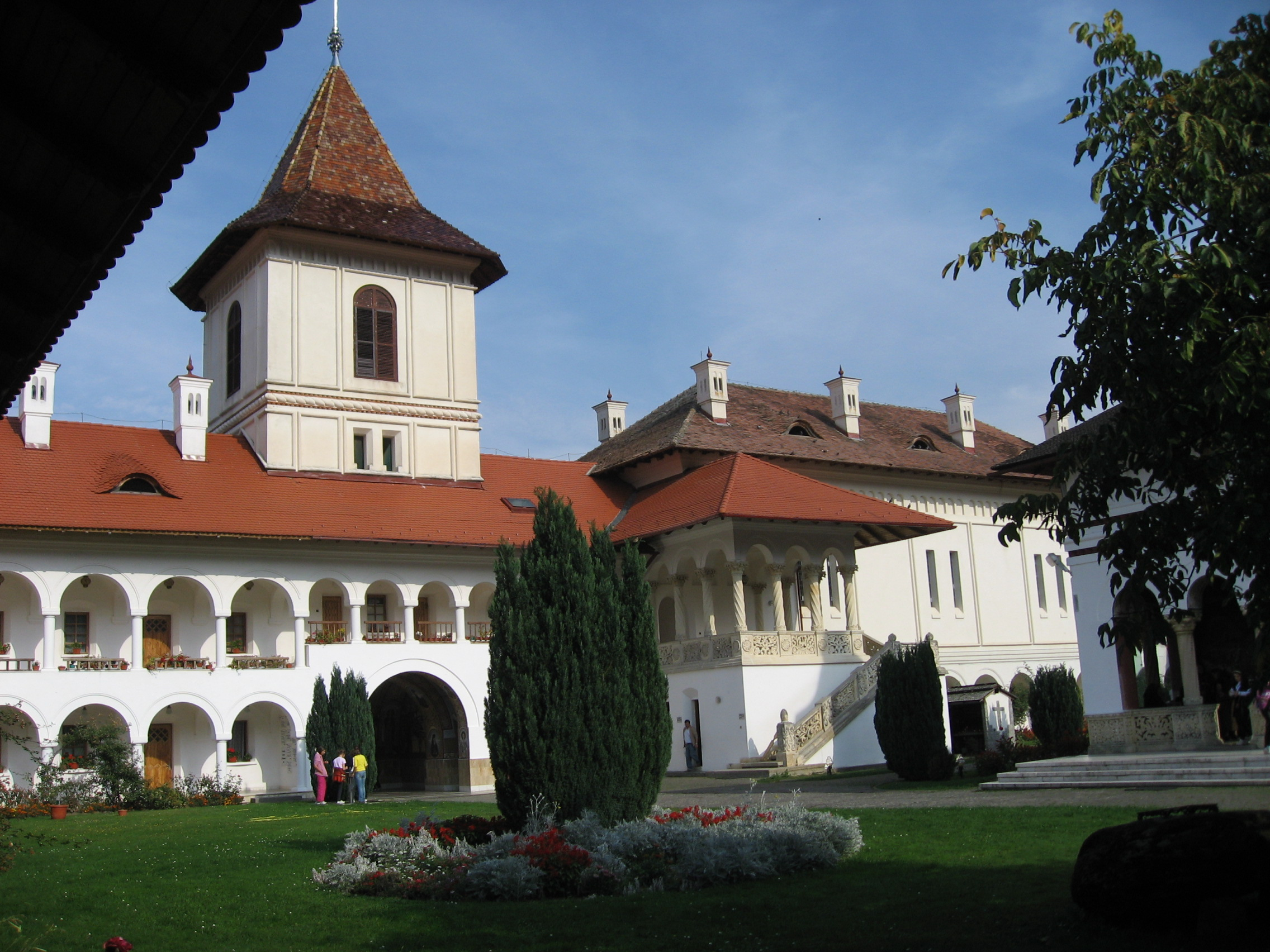

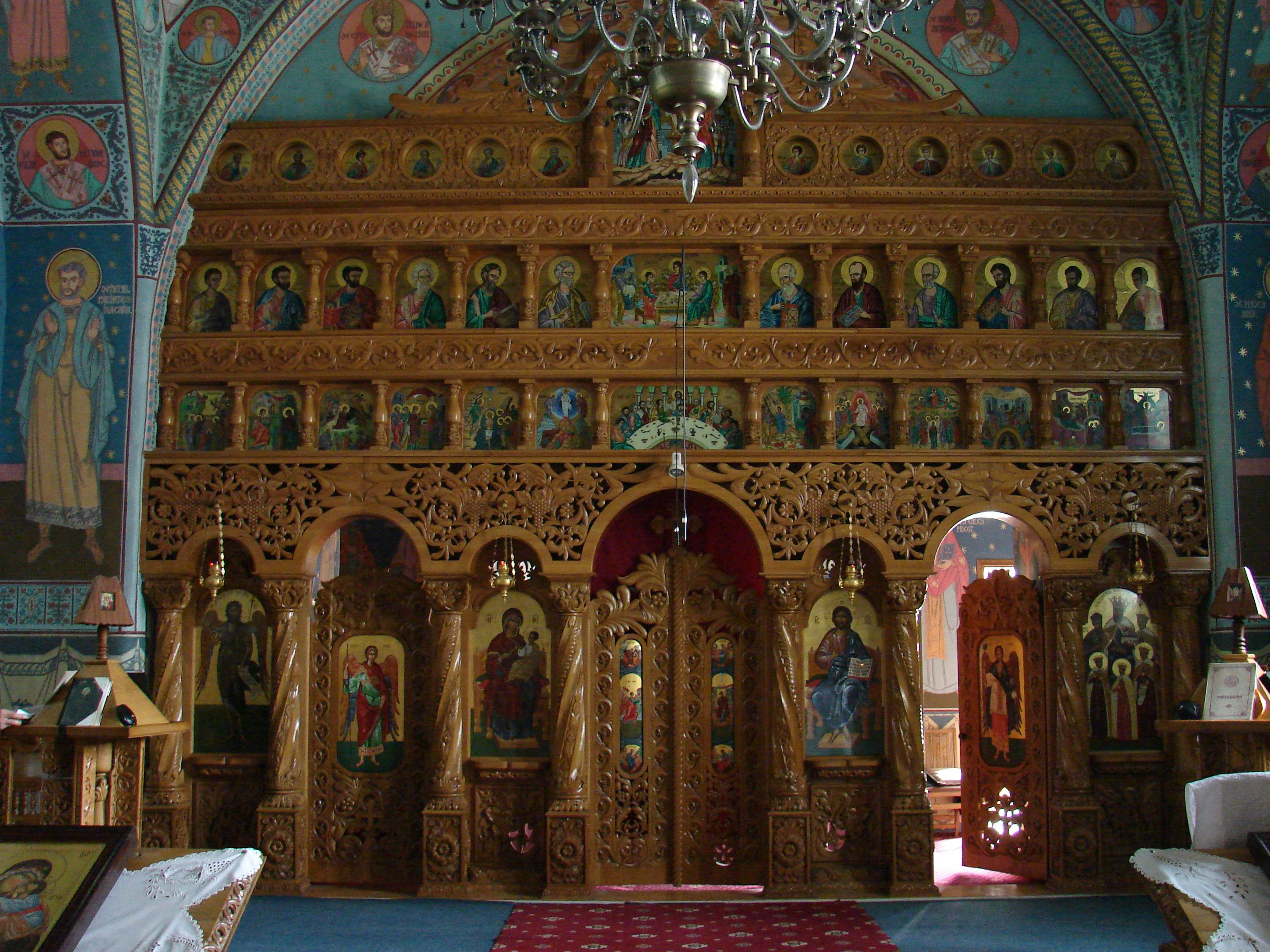

Felsőszombatfalva (románul Sâmbăta de Sus, németül Obermühlendorf vagy Obersombath) falu Romániában, Erdélyben, Brassó megyében.

## Fekvése
Fogarastól 20 km-re délnyugatra, a Fogarasi-havasok lábánál fekszik.

## Története
Fogarasföldi román falu volt, részben Fogaras vára, részben nemesi családok birtokolták. Bethlen Gábor 1617-ben nemességet adományozott a helybeli román papnak, Opra Pylcziének. 1650-ben Preda Brâncoveanu bojár vásárolta meg. Tőle később unokája, Constantin Brâncoveanu havasalföldi vajda örökölte, aki itt kastélyt, a falun kívül pedig kolostort emeltetett.
1722-ben 18 bojár- és 470 jobbágycsalád, 1786-ban 1421 fő lakta, háromnegyedük jobbágy. 1869 és 1915 között Keletifelsőszombatfalva és Nyugotifelsőszombatfalva néven közigazgatásilag két falura oszlott.
1876-tól Fogaras vármegye Fogarasi járásához tartozott. 1879-ben felsőszombatfalviakkal települt Dobrudzsában a Tulcea megyei, korábban Doeran nevű Sâmbătă Nouă.
2003-ban önállósult Voila községtől.

## Lakossága
1850-ben 1632 lakosából 1597 román és 25 cigány nemzetiségű, 1621 ortodox vallású volt.
1900-ban a két Felsőszombatfalvát összesen 1688 lélek lakta, közülük 1648 román és 24 cigány anyanyelvű, 1666 ortodox vallású volt.
2002-ben 1426 lakosából 1324 román és 98 cigány nemzetiségű, 1405 ortodox vallású. A falutól 9 km-re fekvő Stațiunea Sâmbăta (Üdülőtelep) települést 85-en lakták.

## Látnivalók
- Határában egy dombon áll a felsőszombatfalvi ortodox kolostor. Létezéséről 1637-ből való az első, helynévi adat. A Constantin Brâncoveanu havasalföldi fejedelem 1696 tett alapítvány és elhelyezkedése a havasalföldi és az erdélyi ortodoxia legfontosabb összekötő láncszemévé tették. Miután a Brâncoveanu család 1772-ben elveszítette itteni birtokait, a balázsfalvi görögkatolikus püspökség közbenjárására 1785-ben a császári csapatok lerombolták.[5] A mai épület 1926 és 1936 között épült az eredeti mintájára. Temploma nagyrészt épen maradt és számos, a 18. század második felében és a 19. század elején épült barcasági és királyföldi templom modelljéül szolgált. Falfestményei 1766–1767-ben készültek, és 1926–1936-ban restaurálták őket. Eredetileg külső falait is kifestették. A legnagyobb ortodox kolostor Erdélyben. Benne üvegikonfestő műhely működik, könyvtárában értékes régi kéziratokat és könyveket (többek között egy 9. századi perzsa kódexet és egy 1488-as kiadású Thuróczi-krónikát), múzeumában kb. 500 ikont őriznek.
- A Brâncoveanu család udvarháza a 18. század végén épült egy korábbi, az 1670-es évekből való kastély helyére. A 19. század elején Grigorie Brâncoveanu építtetett hozzá melléképületeket (néhány házat, szeszfőzdét, malmokat, fűrészeket stb.) A két világháború között alkotóházként működött. Az elromosodott kastélyt 2006 és 2010 között felújították.[6]
- A faluban két műemlék ortodox templom is található, egy a keleti (1786-ból), egy pedig a nyugati falurészen (1657-ből).
- Több panzió és szálloda, falusi turizmus.

## Híres emberek
- A kolostor sztarece volt Arsenie Boca, szent életű ortodox szerzetes és teológus.
- Itt született 1947-ben Laurențiu Streza erdélyi ortodox metropolita.

## Képek

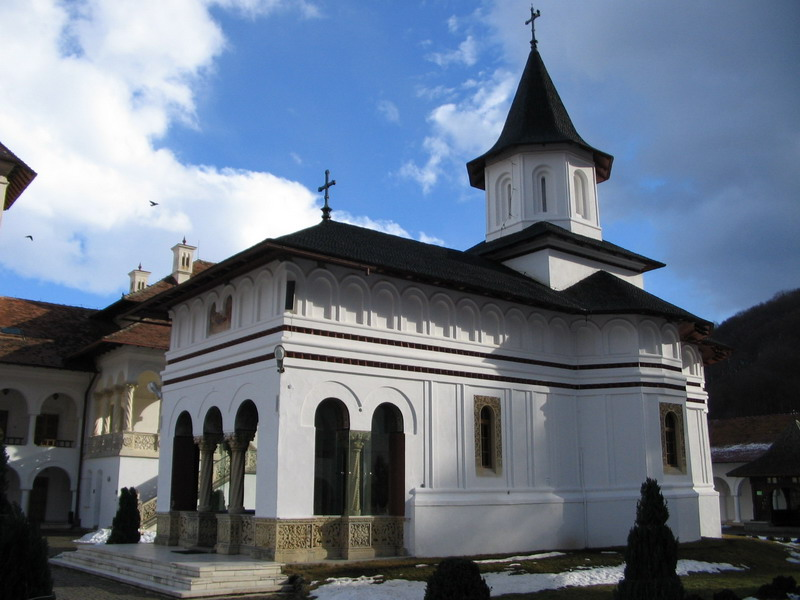
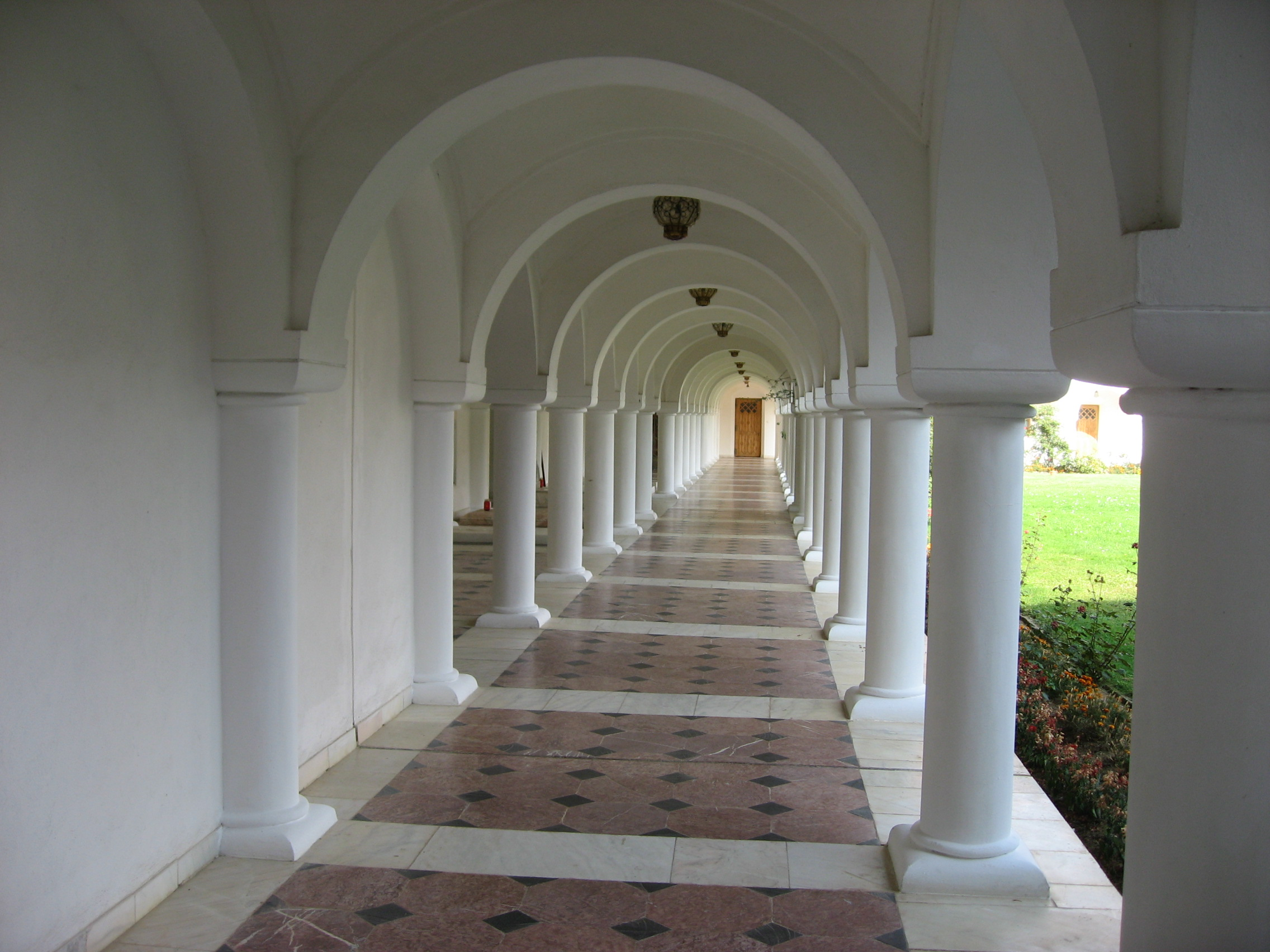
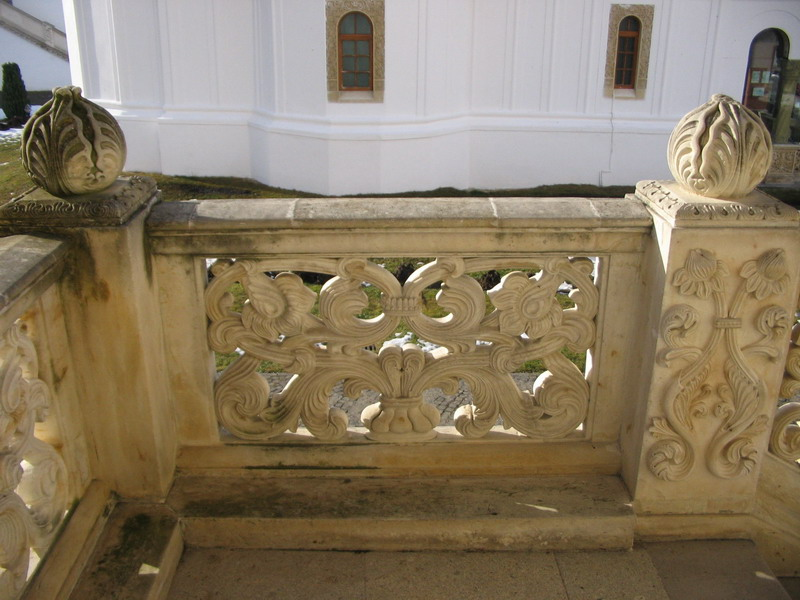
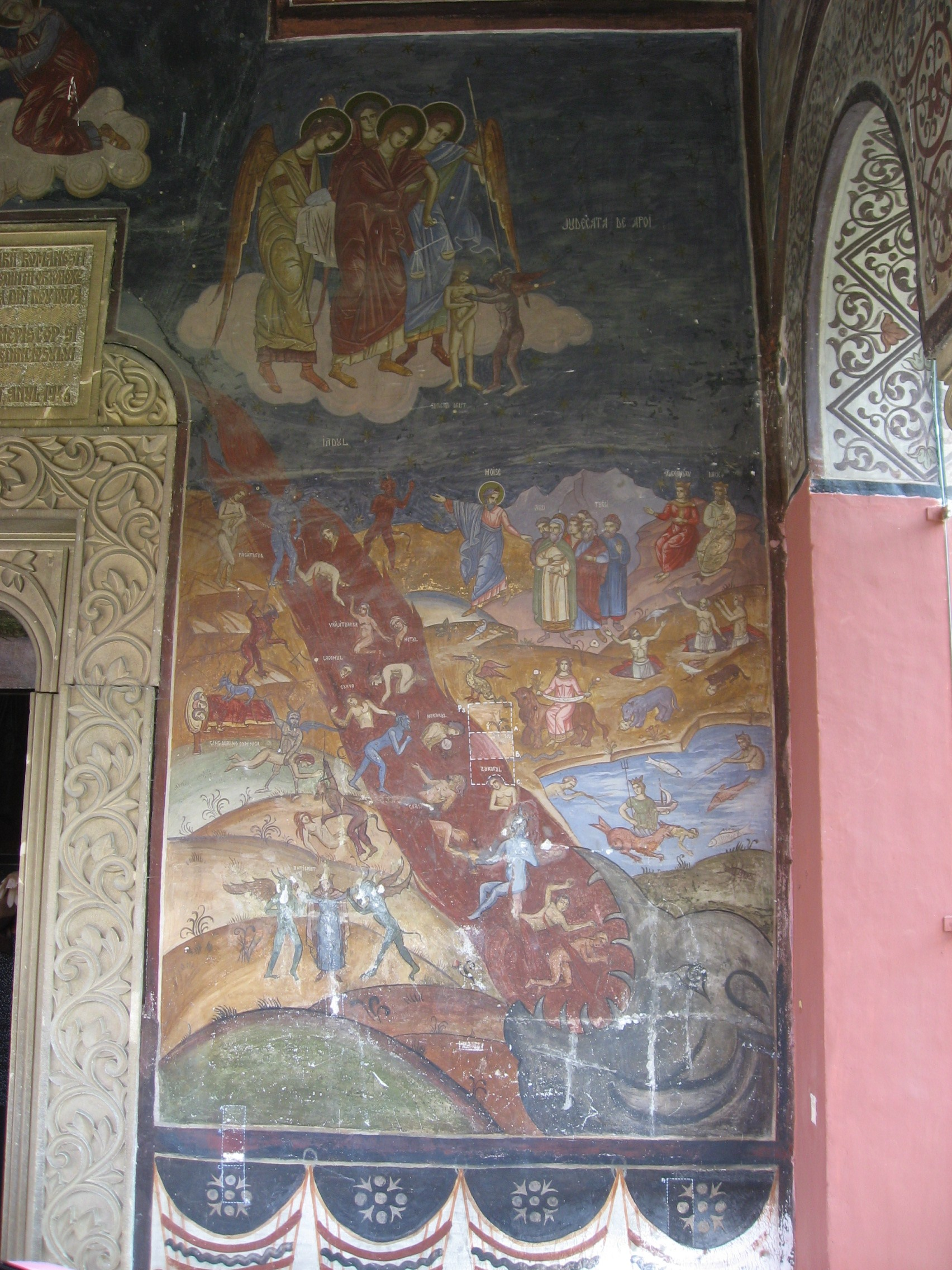
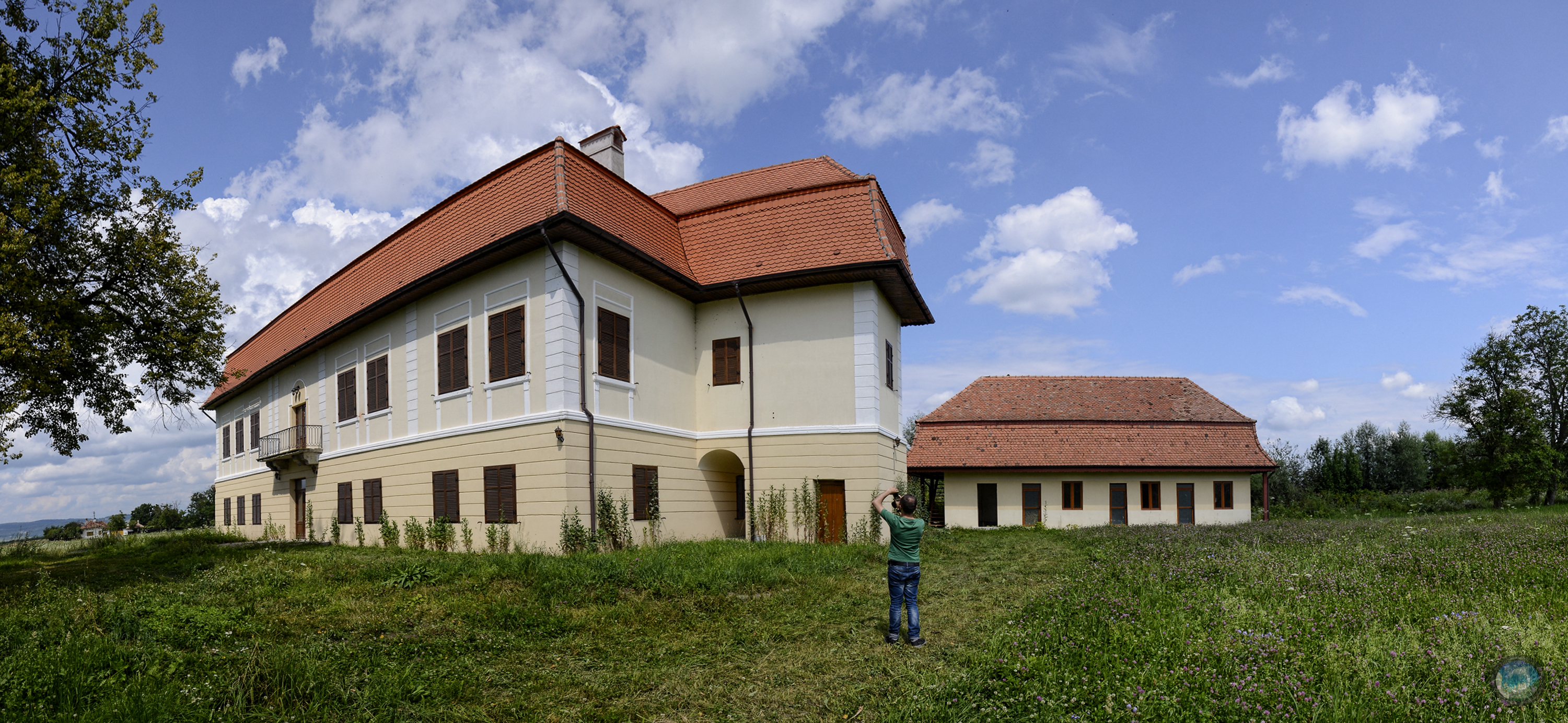
Brâncoveanu-udvarház